# Pyxicephalus obbianus
Espèce
Synonymes
- Rana cimmarutai Scortecci, 1932

Statut de conservation UICN

 LC  : Préoccupation mineure
Pyxicephalus obbianus est une espèce d'amphibiens de la famille des Pyxicephalidae.

## Répartition
Cette espèce est endémique de la Somalie. Elle se rencontre de la région de Galguduud à la région de Bari,.

## Description
Pyxicephalus obbianus est une espèce ressemblant fortement à Pyxicephalus adspersus et qui s'en distingue essentiellement par la position et la taille de ses tympans. Pour Pyxicephalus obbianus, le tympan est plus grand que l'œil et est situé à proximité de celui-ci. Pour Pyxicephalus adspersus, le tympan est plus petit que l'œil et est situé à une distance supérieure à son propre diamètre.

## Publication originale
- Calabresi, 1927 : Anfibi e rettili raccolti nella Somalia dai Proff. G. Stefanini e N. Puccioni (Gennaio-Luglio 1924). Atti della Societa Italiana di Scienze Naturali e del Museo Civico di Storia Naturale di Milano, vol. 66, p. 14-60.